# Симптом Оппенгейма
Симптом Оппенгейма (також Рефлекс Оппенгейма, англ. Oppenheim's sign, Oppenheim's reflex) — патологічний підошвенний рефлекс. При захворюваннях пірамідної системи удар або інше подразнення вниз від медіальної сторони великогомілкової кістки може спричинити дорсальне згинання великого пальця стопи.

## Етимологія
Названий на честь німецького невролога Германа Оппенгейма, який його вперше описав.